# Biserica „Sfântul Nicolae” din Ialpujeni
Biserica „Sf. Nicolae” este o biserică amplasată în Ialpujeni, raionul Cimișlia, Republica Moldova. Este un monument arhitectural de importanță națională inclus în Registrul monumentelor Republicii Moldova ocrotite de stat cu nr. 215 (raionul Cimișlia). Datează din 1896.